# Laguna Huallcacocha
La laguna Huallcacocha está ubicada en el Parque nacional Huascarán en Perú. Se encuentra al final de la quebrada Ulta en la provincia de Carhuaz en la región Áncash.